# Године (књига)
Године (фр. Les Années) је публицистичка књига Ени Ерно (фр. Annie Ernaux) из 2008. године. Књига је описана као „хибридни“ мемоари, који обухватају период од 1941. до 2006.    Ерноов енглески издавач, Seven Stories Press, описао га је као аутобиографију која је „истовремено субјективна и безлична, приватна и колективна“.Роман Године код нас је објавила издавачка кућа Штрик 2023. године у преводу Јелене Стакић.

## О аутору
Ани Ерно (1940) је француска књижевница и професор књижевности. Завршила је два факултета: Универзитет у Руану и Универзитет у Бордоу. Дуги низ година радила је као професор. Књижевну каријеру започела је 1974. године романом Les Armoires Vides (Празни ормани). До сада је написала више од 20 књига. Већина књига су веома кратке и бележе догађаје из њеног живота и живота људи око ње.

## Радња
У књизи, Ерно пише о себи у трећем лицу ( elle, или „ она“ на српском) по први пут, пружајући живописан поглед на француско друштво непосредно после Другог светског рата до раних 2000-их.  То је дирљива друштвена прича о жени и друштву у развоју у којем је живела. Са овом карактеристиком књиге, Едмунд Вајт ју је описао као „колективну аутобиографију“, у својој рецензији за The New York Times . 

## Пријем и награде
Године су веома добро прихваћене од стране француских критичара и многи је сматрају њеним великим опусом. 
Освојио је 2008. Françoise-Mauriac награду од Француске академије, Награду Маргерит Дирас 2008,  награду за француски језик 2008, награду читалаца Le Télégramme 2009. и награду Strega European Prize 2016. године. У преводу Алисон Л. Страјер, роман Године је био финалиста 31. годишње награде за превод француско-америчке фондације.
Енглески превод Алисон Л. Страиер ушао је у ужи избор за Међународну Букерову награду 2019. 